# Antonio Zatta

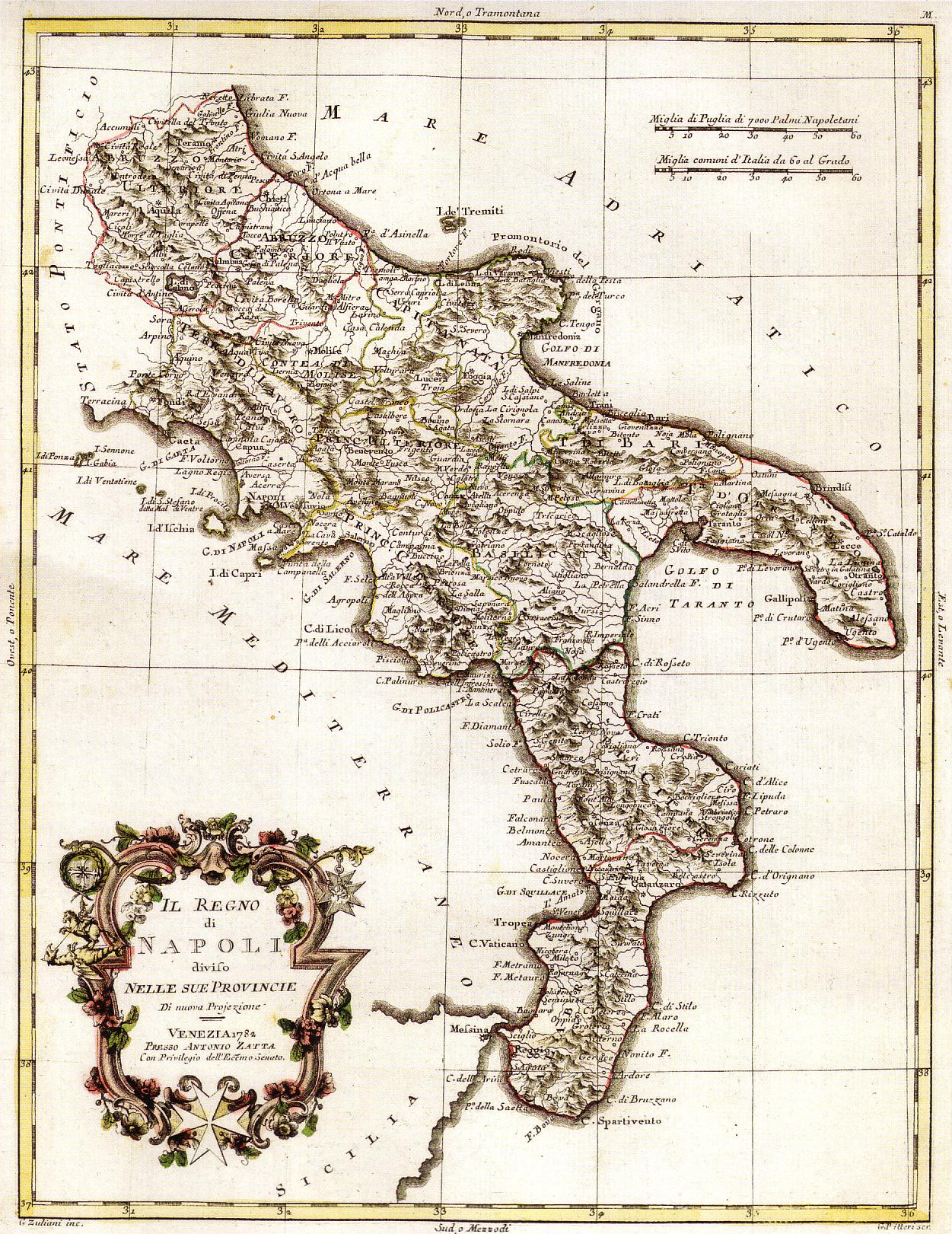
Le Royaume de Naples divisé en ses Provinces (1782).

Antonio Zatta (? – Venise, 1804) est un éditeur, cartographe et typographe italien, actif entre 1757 et 1797 environ.

## Biographie
Peu d'informations subsistent sur Antonio Zatta, jusqu'au début des années 1770. Il tente de s'établir à Rovereto en 1752 en vain et est libraire dès 1761. Il travaille pour la Compagnie de Jésus jusqu'en 1773. Dans sa courte vie, il est aussi un chalcographe et il produit de grandes quantités de croquis d'éléments architecturaux, fait également par d'autres. Parmi ses travaux se trouvent des cartes topographiques des régions à l'Est, aujourd'hui, Serbie, Croatie et Slovénie.
Son grand ouvrage est l'atlas géographique, Atlante Novissimo, publié à Venise en quatre volumes entre 1775 et 1785. Il comprend quelque 240 cartes.
En 1780, il publie les 6 quatuors opus 15 [G.177-182] (1772) et en 1782, les six quintettes opus 27 [G.301-306] (1779) de Luigi Boccherini. Dans le domaine musical, il publie également d'autres œuvres de compositeurs moins connus : Angelo Baldan (Venise, 1747–1803), Giovanni Battista Grazioli, Luigi Borghi… ou réédite l'opus 5 de Corelli (c. 1795).
Il travaille en collaboration avec ses fils (les éditions portent la mention Antonio Zatta e figli) dès 1780 et son fils, Giovanni Zatta, lui succède probablement dès 1796.

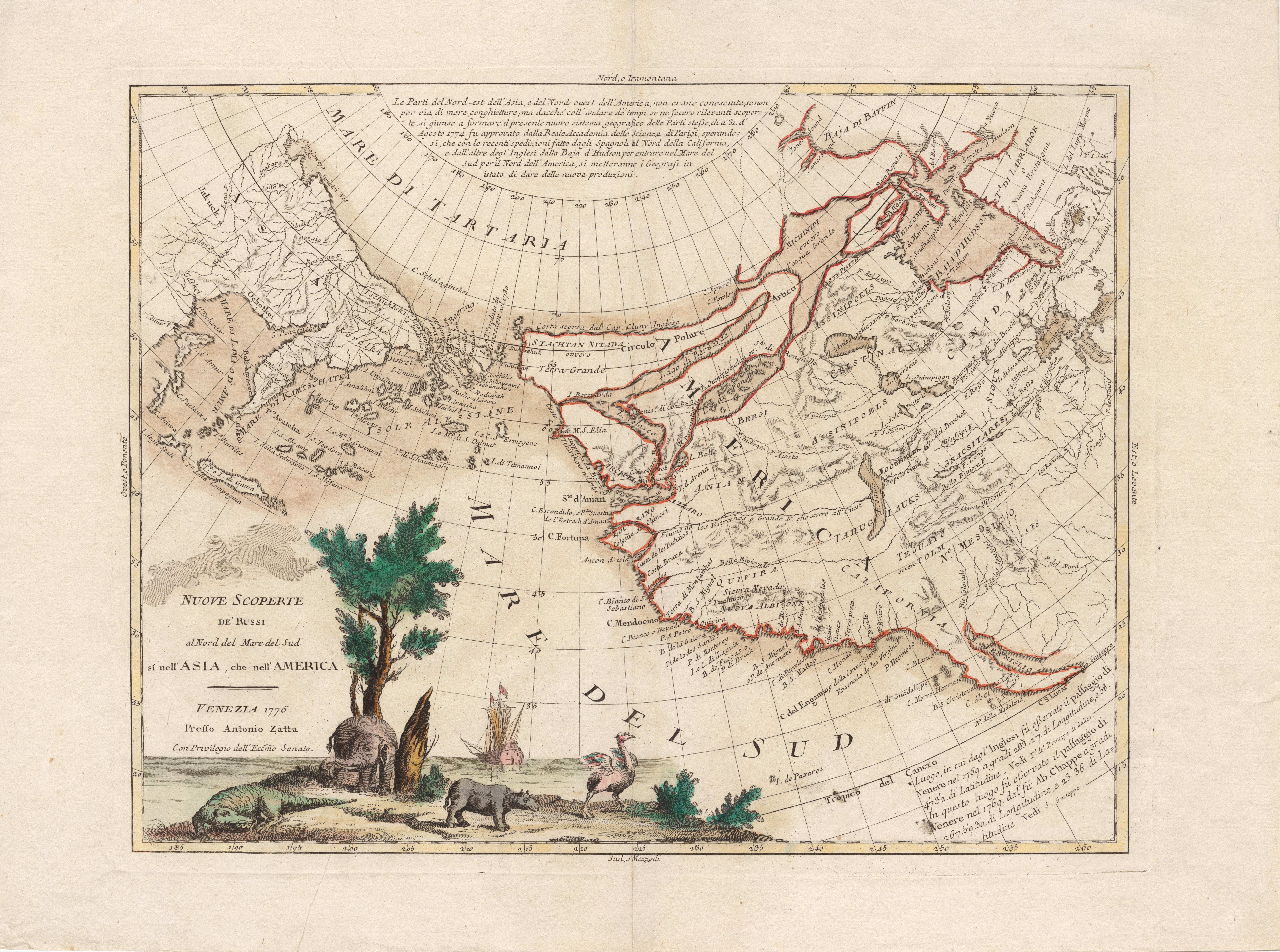
Carte de 1776 des nouvelles découverte du pacifique nord.
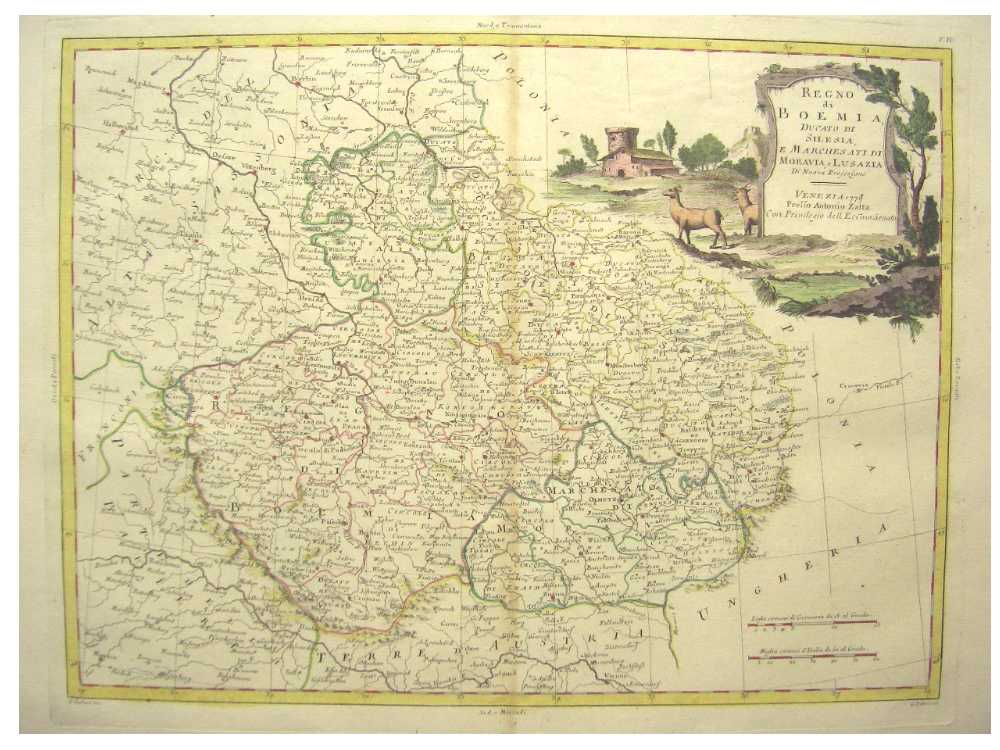
carte de 1779 du royaume de Bohême.
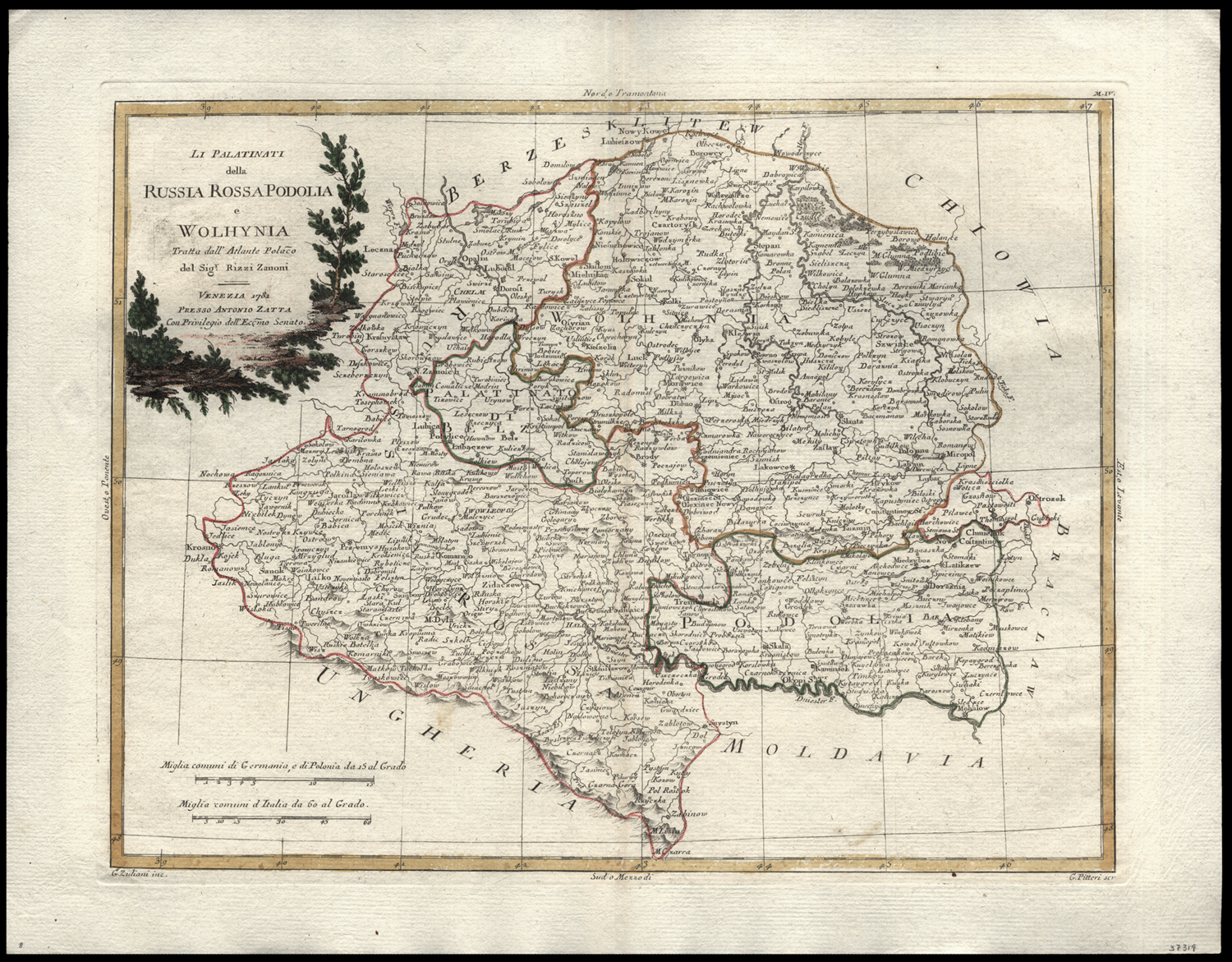
carte de 1781 d'Europe de l'Est.
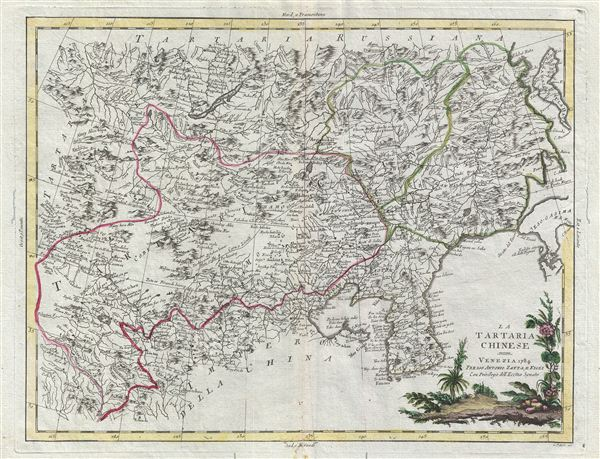
carte de 1784 de la Chine et de la Corée.

## Œuvre

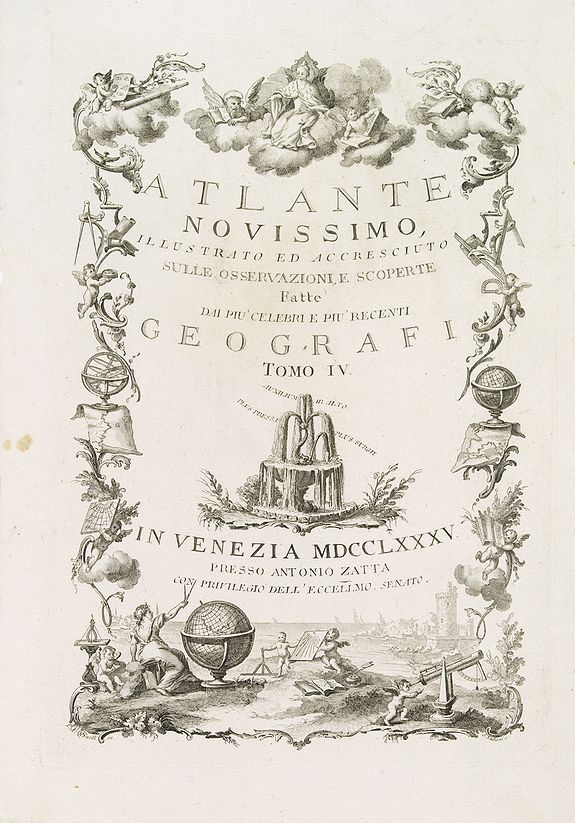
Page de titre de l'atlas l’Atlante Novissimo (1779).

- L'Augusta Ducale Basilica Dell'Evangelista San Marco (1761)
- Il Maryland, il Jersey Meridionale, la Delaware e la parte orientale della Virginia, e Carolina Settentrionale (1778)
- Il paese de' Cherachesi, con la parte occidentale della Carolina Settentrionale, e della Virginia (1778)
- Il paese de' selvaggi Outagamiani, Mascoutensi, Illinesi, e parti delle VI. Nazioni (1778)
- Il paese de' selvaggi Outauacesi, e Kilistinesi intorno al Lago Superiore (1778)
- L'Acadia, le Provincie di Sagadahook e Main, la Nuova Hampshire, la Rhode Island, e parte di Massachusset e Connecticut (1778)
- La Baja d'Hudson, terra di Labrador e Groenlandia con le isole adiacenti di nuova projezione (1778)
- La Giammaica (1778)
- La parte occidentale della Nuova Francia o Canada (1778)
- La Pensilvania, la Nuova York, il Jersey Settentrio[na]le con la parte occidentale del Connecticut, Massachusset-s-bay e l'Irochesia (1778)
- Le colonie unite dell' America Settentr.le (1778)
- Le isole di Terre Nuova e Capo Breton di nuova projezione (1778)
- Luigiana Inglese, colla parte occidentale della Florida, della Giorgia, e Carolina Meridionale (1778)
- Parte Orientale del Canadá, Nuova Scozia settentrionale, e parte di Labrador (1778)
- Parte Orientale della Florida, della Giorgia e Carolina Meridionale (1778)
- Storia dell' America Settentrionale (1778)
- Atlante novissimo (1779)
- Il Regno di Napoli diviso nelle sue Provincie (1782)
- La Croazia, Bosnia, e Servia (1782)
- L'isola di Sardegna divisa ne' suoi distretti - Venezia (1783)
- Dalmazia Veneta (1784)
- Le dodici Tribù d'Israele - Venezia (1785)